# Pentathlon moderno ai Giochi della XXIX Olimpiade - Gara femminile
La competizione del pentathlon moderno femminile  dei giochi olimpici di Pechino 2008 si è svolta il 22 agosto 2008 presso Olympic Green Convention Center (tiro e scherma), Ying Tung Natatorium (nuoto) e Olympic Sports Centre Stadium (equitazione e corsa).
La gara è stata vinta ella tedesca Lena Schöneborn, che ha preceduto la britannica Heather Fell e la bielorussa Anastasia Samusevich, che originariamente aveva concluso al quarto posto. L'ucraina Viktorija Tereščuk, giunta terza al traguardo, si era aggiudicata la medaglia di bronzo, che tuttavia gli è stata revocata nel 2017 dal Comitato olimpico internazionale (CIO) per essere risultata positiva al deidroclormetiltestosterone (turinabol), uno steroide anabolizzante esogeno vietato, a seguito di un riesame del campione biologico prelevato il 22 agosto 2008. Il CIO ha ordinato all'atleta di restituire la medaglia di bronzo, il diploma e la spilla e i premi e le ha inflitto una squalifica di due anni.

## Classifica finale
| Pos.    | Atleta                  | Paese         | Tiro Bersagli (p.ti) | Scherma Vittorie (p.ti) | Nuoto Punteggio (p.ti) | Equitazione Punteggio (p.ti) | Corsa Tempo (p.ti) | Totale |
| ------- | ----------------------- | ------------- | -------------------- | ----------------------- | ---------------------- | ---------------------------- | ------------------ | ------ |
| Oro     | Lena Schöneborn         | Germania      | 177 (1060)           | 28 (1072)               | 2:16.91 (1280)         | 68.05 (1172)                 | 10:28.82 (1208)    | 5792   |
| Argento | Heather Fell            | Gran Bretagna | 185 (1156)           | 20 (880)                | 2:12.77 (1328)         | 71.58 (1144)                 | 10:19.28 (1244)    | 5752   |
| dq      | Viktorija Tereščuk      | Ucraina       | 178 (1072)           | 22 (928)                | 2:13.97 (1316)         | 70.10 (1088)                 | 10:13.25 (1268)    | 5672   |
| Bronzo  | Anastasia Samusevich    | Bielorussia   | 187 (1180)           | 19 (856)                | 2:29.64 (1128)         | 67.60 (1172)                 | 10:04.46 (1304)    | 5640   |
| 4       | Chen Qian               | Cina          | 177 (1060)           | 20 (880)                | 2:18.58 (1260)         | 68.65 (1200)                 | 10:27.41 (1212)    | 5612   |
| 5       | Paulina Boenisz         | Polonia       | 183 (1132)           | 21 (904)                | 2:24.08 (1192)         | 83.27 (1096)                 | 10:20.95 (1240)    | 5564   |
| 6       | Katy Livingston         | Gran Bretagna | 178 (1072)           | 17 (808)                | 2:15.68 (1292)         | 67.28 (1172)                 | 10:29.47 (1204)    | 5548   |
| 7       | Aya Medany              | Egitto        | 184 (1144)           | 22 (928)                | 2:15.69 (1292)         | 71.78 (1004)                 | 10:36.05 (1176)    | 5544   |
| 8       | Amélie Caze             | Francia       | 177 (1060)           | 22 (928)                | 2:11.29 (1348)         | 72.83 (1116)                 | 10:59.82 (1084)    | 5536   |
| 9       | Xiu Xiu                 | Cina          | 183 (1132)           | 19 (856)                | 2:17.17 (1276)         | 69.84 (1144)                 | 11:06.31 (1056)    | 5464   |
| 10      | Belinda Schreiber       | Svizzera      | 188 (1192)           | 18 (832)                | 2:16.96 (1280)         | 66.82 (1172)                 | 11:23.70 (988)     | 5464   |
| 11      | Tat'jana Muratova       | Russia        | 179 (1084)           | 22 (928)                | 2:22.98 (1208)         | 76.56 (1108)                 | 10:49.35 (1124)    | 5452   |
| 12      | Donata Rimšaitė         | Lituania      | 175 (1036)           | 17 (808)                | 2:20.57 (1236)         | 67.38 (1088)                 | 10:13.76 (1268)    | 5436   |
| 13      | Claudia Corsini         | Italia        | 184 (1144)           | 14 (736)                | 2:19.22 (1252)         | 69.83 (1116)                 | 10:40.01 (1160)    | 5408   |
| 14      | Laura Asadauskaitė      | Lituania      | 175 (1036)           | 12 (688)                | 2:21.76 (1220)         | 68.94 (1200)                 | 10:18.95 (1248)    | 5392   |
| 15      | Lucie Grolichová        | Rep. Ceca     | 177 (1060)           | 23 (952)                | 2:19.78 (1244)         | 60.79 (1060)                 | 11:06.47 (1056)    | 5372   |
| 16      | Sylwia Czwojdzińska     | Polonia       | 174 (1024)           | 21 (904)                | 2:18.76 (1256)         | 83.30 (1040)                 | 10:52.41 (1112)    | 5336   |
| 17      | Yane Marques            | Brasile       | 185 (1156)           | 19 (856)                | 2:15.44 (1296)         | 85.86 (948)                  | 11:01.61 (1076)    | 5332   |
| 18      | Sheila Taormina         | Stati Uniti   | 173 (1012)           | 4 (496)                 | 2:08.86 (1376)         | 71.54 (1200)                 | 10:25.05 (1220)    | 5304   |
| 19      | Zsuzsanna Vörös         | Ungheria      | 182 (1120)           | 15 (760)                | 2:16.96 (1280)         | 77.62 (1076)                 | 11:04.30 (1064)    | 5300   |
| 20      | Margaux Isaksen         | Stati Uniti   | 171 (988)            | 15 (760)                | 2:20.30 (1240)         | 71.59 (1144)                 | 10:40.41 (1160)    | 5292   |
| 21      | Hanna Arkhipenka        | Bielorussia   | 180 (1096)           | 16 (784)                | 2:27.06 (1156)         | 66.24 (1144)                 | 10:53.23 (1108)    | 5288   |
| 22      | Jeļena Rubļevska        | Lettonia      | 181 (908)            | 27 (1048)               | 2:22.94 (1208)         | 74.64 (980)                  | 10:49.35 (1124)    | 5268   |
| 23      | Leila Gyenesei          | Ungheria      | 171 (988)            | 13 (712)                | 2:13.84 (1316)         | 67.13 (1172)                 | 11:02.35 (1072)    | 5260   |
| 24      | Evdokia Gretchichnikova | Russia        | 178 (1072)           | 20 (880)                | 2:26.37 (1164)         | 70.17 (976)                  | 10:43.65 (1148)    | 5240   |
| 25      | Galina Dolgushina       | Kazakistan    | 176 (1048)           | 23 (952)                | 2:26.28 (1168)         | 69.21 (1144)                 | 11:44.57 (904)     | 5216   |
| 26      | Monica Pinette          | Canada        | 187 (1180)           | 11 (664)                | 2:29.95 (1124)         | 67.88 (1144)                 | 11:00.45 (1080)    | 5192   |
| 27      | Marlene Sanchez         | Messico       | 186 (1168)           | 17 (808)                | 2:27.39 (1152)         | 92.47 (1020)                 | 11:18.11 (1008)    | 5156   |
| 28      | Eva Trautmann           | Germania      | 168 (952)            | 9 (616)                 | 2:17.17 (1276)         | 80.46 (1024)                 | 10:40.25 (1160)    | 5028   |
| 29      | Omnia Fakhry            | Egitto        | 186 (1168)           | 17 (808)                | 2:15.72 (1292)         | 102.51 (776)                 | 11:32.10 (952)     | 4996   |
| 30      | Kara Grant              | Canada        | 178 (1072)           | 15 (760)                | 2:45.26 (940)          | 67.27 (1060)                 | 10:44.45 (1144)    | 4976   |
| 31      | Sara Bertoli            | Italia        | 174 (1024)           | 13 (712)                | 2:21.92 (1220)         | 107.07 (872)                 | 10:48.46 (1128)    | 4956   |
| 32      | Yun Cho-Rong            | Corea del Sud | 166 (928)            | 16 (784)                | 2:22.88 (1208)         | 71.57 (1060)                 | 11:47.30 (892)     | 4872   |
| 33      | Rita Sanz-Agero         | Guatemala     | 171 (988)            | 7 (568)                 | 2:29.41 (1128)         | 68.38 (1116)                 | 11:09.98 (1044)    | 4844   |
| 34      | Angela Darby            | Australia     | 164 (904)            | 12 (688)                | 2:35.59 (1056)         | 67.23 (1172)                 | 11:21.96 (996)     | 4816   |
| 35      | Lada Jienbalanova       | Kazakistan    | 170 (976)            | 15 (760)                | 2:19.13 (1252)         | 142.90 (748)                 | dns (0)            | 3736   |